# Рохас, Карлос
Ка́рлос Ро́хас Ви́ла (исп. Carlos Rojas Vila; 12 августа 1928, Барселона, Испания — 8 февраля 2020) — испанский писатель, автор почти двадцати книг, многие из которых издавались за рубежом, в том числе и в нашей стране. Родился в Барселоне в 1928 году, получил учёную степень по философии и литературе в 1960. Сын колумбийского врача Карлоса Рохаса Пинильи и, в свою очередь, брат генерала Густаво Рохаса Пинильи, президента Колумбии в 1953—1957 годах. Его любимый жанр — беллетризованные биографии политических деятелей (последний президент Испанской Республики Асанья, основатель франкистской фаланги Примо де Ривера), поэтов (Гарсия Лорка), художников (Гойя, Пикассо, Дали).

## Сочинения
- Грязь и надежды / исп. De barro y esperanza (1957)
- Долина павших / исп. El valle de los caídos